# África Brasil (Zumbi)
"Zumbi", também conhecida como "África Brasil (Zumbi)", é uma canção composta pelo cantor brasileiro Jorge Ben. Com uma letra que alude a Zumbi dos Palmares, personagem histórico e líder do Quilombo dos Palmares, no século XVII, "Zumbi" foi lançada no álbum A Tábua de Esmeralda, de 1974. Dois anos depois, o compositor regravou a canção para o álbum África Brasil, mas com bastante modificações em relação a versão original, e ela foi rebatizada com o nome desse LP.

## História

### Versão de 1974
Gravada e lançada inicialmente no álbum A Tábua de Esmeralda, de 1974, a canção foi batizada com o título de "Zumbi" e era caracterizada por uma sonoridade acústica e leve, em sintonia com a temática esotérica desse disco. Ressaltando a letra cantada, a voz de Jorge Ben aparece mais alta do que o acompanhamento instrumental, marcado pelo uso do violão - instrumento predileto até então do cantor - combinados a violino e cello, instrumentos típicos da música erudita.

### Versão de 1976
Na segunda versão da música, gravada e lançada em seu álbum África Brasil, de 1976, o compositor fez significativas mudanças, a começar rebatizado a canção com o nome do disco. Além disso, Ben alterou a estrutura da letra e os arranjos originais foram completamente modificados, ganhando uma pegada mais pesada e funk, inspirada na black music estadunidense, em especial pela soul music de Memphis, e que privilegiava o acompanhamento instrumental. Em lugar do tom mais suave e acústico da versão de 1974, foram incorporados o baixo elétrico e a guitarra elétrica junto a atabaques e outros instrumentos de percussão. Na mixagem de som, a voz de Ben apareceu quase na mesma frequência dos instrumentos, uma iniciativa que aproximou o cantor de alguns gêneros do rock e o afastou do formato típico da MPB daquela época.
Um solo do piano de pouco mais de 10 segundos abre a música. Em seguida, o toque do agogô introduz o vocal e o conjunto instrumental. Tanto este instrumento como a cuíca são utilizados ao longo da faixa para marcar os contratempos da percussão, que combinados ao baixo, à guitarra elétricos e efeitos produzidos por um sintetizador, conferem modernidade à canção.
O vocal de Jorge Ben surge em um tom revolto e veemente nos versos “Eu quero ver o que vai acontecer/ Quando Zumbi chegar”, repetindo o trecho “eu quero ver” por três vezes, o que reforça a chegada de Zumbi, líder do Quilombo dos Palmares, e a sua luta pela libertação dos escravos. A voz de Ben assume contornos declamatórios e discursivos nos versos “Zumbi é senhor das guerras/ É senhor das demandas/ Quando Zumbi chega/ É Zumbi é quem manda”, em que o compositor omite na entoação o “s” da palavra “demandas” para rimasse com o verbo “manda”. O volume da voz do cantor cresce à medida que aumenta a sonoridade do acompanhamento instrumental, um efeito que amplia a tensão do anúncio da vinda de Zumbi com a entoação do refrão.
Composto pelos versos “Angola, Congo, Benguela/ Monjolo, Cabinda, Mina/ Quiloa, Rebolo”, que representam os territórios africanos de onde vinham os escravizados para o Brasil, o refrão é cantado três vezes em sua primeira aparição, convocando os negros para a luta. Ben modifica a pronúncia de “Cabinda”, que vira proparoxítona com a tonalidade recaída sobre a primeira sílaba. Na última aparição do refrão, a pronúncia é corrigida. O refrão é acompanhado por instrumentos de sopro.
As estrofes seguintes, que narram a venda de uma princesa africana em um leilão de escravos e reproduzem o cenário das grandes fazendas do período escravocrata, são nítidos recursos da figurativização. Além de conferirem um caráter narrativo e visual aos versos, Ben trabalha um jogo de imagens que contrasta a cor branca do açúcar (“De um lado cana de açúcar”) e do algodão (“Vendo a colheita do algodão branco”) à cor negra do café (“Do outro lado o imenso cafezal”) e da pele dos escravos (“Sendo colhidos por mãos negras”). No final desta parte, a execução dos instrumentos elétricos é suspensa, permanecendo apenas o conjunto percussivo, onde se destacam ainda a cuíca emitindo um som percussivo e melódico ao mesmo tempo e o agogô no contratempo dos atabaques e de outros instrumentos graves, e a voz de Ben, que acompanha o repique na caixa da bateria como em uma marcha de guerra.
Esse vocal de Ben acompanhada apenas pela percussão é interrompido por um curto e ascendente acorde da guitarra, que anuncia o clímax da canção, com a reintrodução da massa sonora dos metais e o canto assumindo contornos mais passionais e dramáticos, alternando com entoações figurativas, na execução final do refrão, intercalado por apóstrofes (“meu povo!”) e alguns vocais improvisados.

## Ficha Técnica
no "Tábua de Esmeralda"
- Jorge Ben: violão

no África Brasil
- Jorge Ben: guitarras
- Dadi Carvalho: baixo elétrico
- Pedrinho: bateria
- José Roberto Bertrami: teclados
- Oberdan Magalhães: saxofone
- Zé Carlos Bigorna: saxofone
- Darcy Cruz: trompete
- Márcio Montarroyos: trompete
- Doutor: percussão
- Gustavo: percussão
- Joãozinho: percussão
- Wilson Canegal: percussão
- Ariovaldo Contesini: atabaque
- Djalma Corrêa: atabaque
- Hermes Contesini: atabaque
- Esdra Ferreira (Nenen): cuíca